# Assedio di Breda (1637)
Nel 1637, durante la guerra delle Fiandre che la Repubblica delle Sette Province Unite conducevano contro la Spagna al fine di conseguire la propria indipendenza, la città di Breda, sotto il controllo spagnolo, fu assediata dalle truppe olandesi sotto il comando di Federico Enrico d'Orange.
L'assedio, della durata di quasi tre mesi, si concluse con la resa della guarnigione spagnola e l'occupazione della città da parte delle forze olandesi.  A partire da questo momento Breda passò definitivamente a far parte delle Provincie Unite olandesi.

## Contesto
Nel 1566-68 nelle provincie del nord dei Paesi Bassi, parte del Impero spagnolo, cominciò una serie di rivolte contro la Spagna che sfociarono nella guerra degli ottant'anni o guerra delle Fiandre, nella quale gli olandesi lottavano per conseguire la loro indipendenza dalla corona spagnola. Nel 1579 queste provincie si riunirono nell'Unione di Utrecht formando la Repubblica delle Sette Province Unite, che nel 1581 dichiarò unilateralmente la sua indipendenza mediante il cosiddetto atto d'abiura.
La guerra tra la Spagna e le Provincie Unite (con l'appoggio dell'Inghilterra) si prolungò durante il primo terzo del XVII secolo, richiedendo a entrambe le parti elevati costi economici ed umani.  Nel 1618 iniziò in Europa la guerra dei trent'anni e nel 1635 la Francia dichiarava la guerra alla Spagna. Felipe IV regnava in Spagna e Ferdinando d'Austria era governatore dei Paesi Bassi spagnoli.
Federico Enrico d'Orange era statolder delle Province Unite.  Al principio del 1630, Federico-Enrico perseguì la politica di conquistare — o liberare, secondo il punto di vista olandese — gran parte dei Paesi Bassi spagnoli con l'appoggio francese. Riuscì in parte nei suoi intenti avanzando lentamente lungo la valle della Mosa ad est, e occupando Venlo, Roermond e Maastricht.

### Breda
La città di Breda, nella provincia de Brabante, era stata oggetto di varie battaglie e assedi durante la guerra.  Dopo l'assedio di Breda del 1577, nel 1581 la presero le forze spagnole; nel 1590 la ripresero gli olandesi, e nel 1625 Ambrogio Spinola l'aveva conquistata nuovamente per la Spagna dopo l'assedio di Breda del 1624/25.  Omer Fourdin era governatore della città, incaricato della difesa.
Per marciare verso Bruxelles, Federico Enrico doveva recuperare Breda, la "daga che punta al cuore della Repubblica" ed anticamente il possesso più importante della Casa d'Orange nei Paesi Bassi.

## Preparativi
Su istanza dell'ambasciatore di Richelieu, agli inizi del maggio 1637 gli Stati Generali della Repubblica delle Sette Province Unite avevano riunito a Fort Rammekens una grande flotta con un esercito di circa 14 000 uomini e 4 000 cavalli, il cui obiettivo era attaccare Dunkerque.  Impossibilitati a salpare a causa delle condizioni climatiche avverse che durarono varie settimane e tenendo conto dei preparativi che gli spagnoli avevano fatto contro questo piano, Federico Enrico decise di annullare l'attacco a Dunkerque e marciare con le sue forze verso Breda.

## Assedio
Il 21 luglio 1637, le truppe olandesi sotto il comando di Enrico Casimiro di Nassau-Dietz cercarono di prendere la città con un assalto di sorpresa però furono respinte. Il 23 luglio, con l'arrivo di Federico Enrico iniziò l'assedio vero e proprio. Guglielmo II d'Orange, che aveva solo 13 anni, accompagnava suo padre Federico Enrico.
Ferdinando d'Asburgo stava marciando con il grosso delle sue forze in soccorso di Landrecies e dell'Hainaut che le truppe francesi stavano assediando. Inviò il conte Giovanni di Nassau (cugino di Guglielmo di Nassau-Siegen, che combatteva nelle file dei Paesi Bassi) a capo di una forza di 5 000 fanti e 2 000 cavalli con l'intenzione di entrare a Breda per soccorrerla. Giovanni di Nassau non fu in grado di attraversare le linee olandese e dovette ritirarsi.
L'esercito olandese circondò la città con un sistema di trincee, che permise di avanzare fino alle porte al coperto. Il 1º settembre, il fossato era stato riempito in due posti ma la guarnigione continuava a resistere ferocemente, tenendo gli attaccanti fuori. Il 6 de ottobre, obbligato dalla mancanza di munizioni e dalle malattie sofferte dagli assediati durante il tempo che durò l'assedio, il governatore Fourbin propose agli olandesi la sua resa e il ritiro con onore, che fu concessa da Federico Enrico ed l'11 ottobre alle 11 della mattina lasciarono la città con il rullare dei tamburi, ritirandosi a Malines.
Durante l'assedio, l'artiglieria olandese sparò 23 000 proiettili contro le fortificazioni della città.

## Conseguenze
La presa di Breda, sommata alla presa di Boscoducale nel 1629 e alla cattura di Maastricht, nel 1632 permise agli olandesi di rendere sicuro il commercio della Zelanda e le frontiere olandesi contro gli attacchi delle forze spagnole.  La città, il cui controllo era passato dall'uno all'altro contendente varie volte durante la guerra delle Fiandre, rimase definitivamente sotto il dominio delle Provincie Unite.
La vittoria olandese confermò lo stadholder Federico Enrico d'Orange nel suo ruolo di capo militare, per essere riuscito a conquistare in solo sette settimane la stessa città, mentre Ambrogio Spinola aveva impiegato undici mesi, durante l assedio di Breda del 1625. Dopo la conquista, Federico Enrico ordinò di riparare e migliorare le fortificazioni della città per renderla sicura contro possibili attacchi spagnolo.
L'appoggio della Francia alle Province Unite, che costituì un importante aiuto nella lotta contro la Spagna, lo scoppio nel 1640 della guerra di restaurazione portoghese e la sollevazione della Catalogna del 1640, aggravando la situazione militare spagnola, furono la causa del progressivo ritiro del tercio spagnolo dai nei Paesi Bassi. La guerra delle Fiandre si prolungherà fino al 1648, quando con la pace di Vestfalia fu dichiarata definitivamente l'indipendenza delle Provincie Unite.
L'assedio di Breda del 1637 servì come fonte d'inspirazione per pittori e incisori fiamminghi, tra cui Jan van Hilten e Hendrick de Meijer:  ("Uscita delle truppe spagnole da Breda").